# Mekar Jaya (Betara)
Mekar Jaya is een bestuurslaag in het regentschap Tanjung Jabung Barat van de provincie Jambi, Indonesië. Mekar Jaya telt 5448 inwoners (volkstelling 2010).